# Ипанема (Минас-Жерайс)
Ипанема (порт. Ipanema) — муниципалитет в Бразилии, входит в штат Минас-Жерайс. Составная часть мезорегиона Вали-ду-Риу-Доси. Входит в экономико-статистический микрорегион Айморес. Население составляет 16 956 человек на 2006 год. Занимает площадь 458,590 км². Плотность населения — 37,0 чел./км².

## История
Город основан 7 сентября 1912 года. 

## Статистика
- Валовой внутренний продукт на 2003 год составляет 57 781 576,00 реалов (данные: Бразильский институт географии и статистики).
- Валовой внутренний продукт на душу населения на 2003 год составляет 3447,34 реалов (данные: Бразильский институт географии и статистики).
- Индекс развития человеческого потенциала на 2000 год составляет 0,790 (данные: Программа развития ООН).